# Manuel Ocampo (Buenos Aires)
Manuel Ocampo is een plaats in het Argentijnse bestuurlijke gebied Pergamino in de provincie Buenos Aires. De plaats telt 1.210 inwoners.